# Hemilobella newmani
Hemilobella newmani är en urinsektsart som först beskrevs av Womersley 1933.  Hemilobella newmani ingår i släktet Hemilobella och familjen Neanuridae. Inga underarter finns listade i Catalogue of Life.